# Glasseide
Glasseide ist ein Gespinst aus dünnen Fäden aus Glas. Das Gewerbe, welches Glasseide herstellt, ist die Glasspinnerei.
Glasseide wird verwendet in Schmuckgegenständen, als Einschlag für Zeuge zu medizinischen Verbänden, Fadenkreuz bei optischen Instrumenten und als Isolierung bei hochtemperaturfesten elektrischen Kabeln. Vorteil sind unter anderem die Resistenz gegen chemische Stoffe und die hohe Temperaturbeständigkeit.